# Негомир, Мерима
Мерима Негомир (серб. Мерима Његомир; урожд. Мерима Куртиш; 9 ноября 1953 г., Земун, СР Сербия, Югославия — 20 ноября 2021 г., Белград, Сербия) — югославская и сербская певица.

## Биография
Родилась в поселке Кальвария в Земуне. Отец Адем — турок из Македонии, мать Фатима - боснийка из Биелины.
Окончила Школу гостеприимства и туризма (серб. Угоститељско-туристичка школа) в Белграде.
В 1972 году случайно оказалась у микрофона (исполнив несколько песен в ресторане «Цитадела»), после чего поступила в музыкальную школу «Коста Манойлович» в Земуне.
В скором будущем способности Меримы были замечены сотрудниками Белградского радио и ТВ.
За почти 40-летнюю музыкальную карьеру певица выпустила 25 альбомов (первый вышел в 1977 году).
В 1979 году вышла замуж и взяла фамилию Негомир. В браке родились дочери Любица, Милица и Елена, а также сын Марко.
Среди самых известных песен можно назвать:
- «Иванова Корита» (серб. Иванова Корита).
- «Розмарин» (серб. Рузмарин).
- «Для тебя» (серб. Због тебе).
- «Еще помню» (серб. Памтим jош).

и т.д.
Кроме того, Мерима исполняла и зарубежные песни (в общей сложности на 20 языках), в том числе русские народные песни и романсы.
Умерла от рака поджелудочной железы в ноябре 2021 года, похоронена на Аллее заслуженных (Новое кладбище) в Белграде.

## Награды и премии
- «Золотой микрофон» ПГП РТС (1998 год).
- Золотой знак Культурно-просветительского общества Сербии (1998 год).
- Государственная премия «Вукова награда» за вклад в развитие сербской культуры (2005 год).

и т.д.